# Giuseppe Montalenti
Giuseppe Montalenti (Asti, 13 dicembre 1904 – Roma, 2 luglio 1990) è stato un biologo e genetista italiano.
Oggetto delle sue ricerche furono la genetica e l'ematologia, la biologia e la riproduzione, l'evoluzione della sessualità. Montalenti aderì pienamente al darwinismo e si batté in un clima intellettuale dominante tutt'altro che facile. In Italia fu tra i primi a vedere nella teoria dell'evoluzione la svolta nelle dottrine scientifiche sulla cultura moderna, in campo filosofico e sociale. Si occupò dei problemi di conservazione della natura e delle sue risorse: all'Accademia dei Lincei ribadì spesso l'importanza della salvaguardia dell'ambiente.

## Biografia
Figlio di un noto magistrato, non volle proseguire l'attività paterna; fin da ragazzino, come amava raccontare, il trascorrere le estati a Sciolze, vicino a Torino, gli permise di venire in contatto con la natura e il mondo degli animali. Ai primi del Novecento era alquanto anacronistico parlare di riproduzione della specie e preferì quindi dedicarsi agli studi scientifici. Fu così che, dopo il liceo, s'iscrisse nel 1923 alla facoltà di Scienze dell'Università degli Studi di Torino, laureandosi in biologia; trasferitosi poi l'anno dopo a Roma, si laureò nel 1926. Nel 1929 a Montpellier frequentò il Laboratorio diretto da Jean-Eugène Bataillon, dove affrontò i primi problemi relativi alla fisiologia della fecondazione e dell'attivazione sperimentale delle uova di anfibi ed echinodermi, studiando l'insorgenza delle malformazioni da ibridazione e accostandosi alla genetica.
Condusse una serie di ricerche sull'ibridazione interspecifica degli anfibi, perfezionandosi grazie a una borsa di studio conferitagli dalla Fondazione Rockefeller nel 1931, con la quale poté lavorare a Chicago nel laboratorio di Frank Lillie e, successivamente, a Woods Hole, sede del Marine Biological Laboratory, uno dei più affermati centri di biologia.
Nel 1933, conseguita la libera docenza in zoologia, ottenne la nomina ad assistente all'Università di Bologna, che conservò sino al 1937. In quegli anni vinse due volte il concorso a cattedra, ma non poté essere chiamato a ricoprirne nessuna perché le leggi demografiche fasciste prescrivevano che, per essere titolari di cattedra, era necessario essere sposati, meglio ancora se con una famiglia numerosa.
Nel 1939 passò alla Stazione Zoologica Anton Dohrn di Napoli e nel 1940, grazie all'intercessione di Francesco Giordani e Mario Salfi, fu chiamato a coprire la prima cattedra di Genetica in Italia, istituita dalla Facoltà di Scienze dell'Università di Napoli (che ricoprì fino al 1960).
Nell'agosto del 1943 era in vacanza in Piemonte con la madre e la sorella nella sua villa di Sciolze, ma, diffusasi la notizia che le truppe alleate stavano raggiungendo Napoli, decise di tornare alla Stazione Zoologica per difenderne le sorti in quel travagliato momento. Vi tornò dopo un viaggio difficile e fortunoso, assicurando all'Istituto la sua vigile presenza, specialmente nell'ultimo scorcio del conflitto, che vide le forze alleate sostituirsi a quelle tedesche nell'occupazione della città.
A Giuseppe Montalenti fu riconosciuto il merito di aver salvato la Stazione Zoologica e le sue strutture, praticamente unico responsabile durante l'evento forse più critico nella vita di quella istituzione.
All'inizio degli anni cinquanta iniziò una serie di ricerche sulla genetica dell'anemia mediterranea, un'emopatia ereditaria piuttosto frequente in alcune aree del nostro Paese caratterizzate da grande diffusione della malaria. Collaborando con gli ematologi della Clinica Medica romana e analizzando gli equilibri genici di varie popolazioni in diverse condizioni ambientali, Montalenti arrivò alla soluzione del problema: i microcitemici sono tanto frequenti grazie alla loro minore suscettibilità a contrarre la malaria.
Fu quindi chiamato alla cattedra di genetica dell'Università di Roma. Dal 1953 al 1958 fu segretario generale dell'Unione Internazionale di Scienze Biologiche, di cui divenne poi presidente sino al 1961.
Fondò un centro di genetica evoluzionistica presso il Consiglio Nazionale delle Ricerche e gli Istituti di genetica delle Università di Napoli e di Roma. Quello di Roma divenne in seguito un dipartimento e fu intitolato a Charles Darwin. Assieme ad Arnaldi e Geymonat tenne a lungo la direzione della rivista Scientia.

## Premi e riconoscimenti
Ebbe importanti riconoscimenti e appartenne a varie e prestigiose Accademie italiane e straniere; tra queste, l'Accademia Nazionale dei Lincei della quale, primo tra i biologi, fu Presidente dal 1980 al 1985.
A lui è intitolato il "Premio Asti scienza", manifestazione annuale dedicata alla letteratura scientifica. Le finalità dell'iniziativa sono la diffusione della letteratura scientifica, la promozione della lettura di ambientazione scientifica, la promozione della conoscenza della città di Asti come sede di facoltà universitarie di eccellenza.

## Saggi
Tra i più significativi:
- Elementi di Genetica, 1939 (il primo testo in Italia di genetica moderna)
- Compendio di Embriologia e Problemi di biologia della riproduzione, 1945
- L'evoluzione, 1958 (raccolta di lezioni dell'autore, trasmesse alla radio)
- Da Linneo a Darwin, 1958
- Il metodo galileiano in Biologia: da Redi a Vallisneri, 1962
- La scienza nella cultura moderna, 1962
- Introduzione alla Genetica, 1971
- From Aristotile to Democritus via Darwin, (collana "Studies in the Philosophy of Biology"), 1974
- La rinascita del darwinismo, 1975
- Riflessioni sul caso Lysenko*, 1977
- L'evoluzione del concetto di specie: da Aristotele a Dobzhansky, 1988

## Opere
- Alleva E., 1995, Giuseppe Montalenti padre della genetica italiana, "Le Scienze", 319: 11.
- Battaglia B.,1992, Giuseppe Montalenti, Rendiconti dell'Accademia Nazionale dei Lincei, 3: 3-49.
- De Sio F., 2006, "Genetica e cooperazione internazionale. Il contributo di Giuseppe Montalenti alla biologia italiana", Medicina nei Secoli, 18(1), 135-158.
- Voce "Giuseppe Montalenti" in AA.VV., Biografie e bibliografie degli Accademici Lincei, Roma, Accademia Nazionale dei Lincei, 1976, pp. 441–445.